# Peter Handke
Peter Handke (* 6. prosince 1942, Griffen, Rakousko) je rakouský spisovatel, básník, dramatik a překladatel, který vytvořil rozsáhlé dílo.
V roce 2009 byl oceněn literární Cenou Franze Kafky. Roku 2014 obdržel Mezinárodní Ibsenovou cenu a v roce 2019 mu byla udělena Nobelova cena za literaturu. Od roku 1996 se staví v otázce rozpadu Jugoslávie a jeho následků do značné míry na stranu Srbska a jeho představitelů, což vedlo k četným kontroverzím.

## Život
Narodil se 6. prosince 1942 v malé vesničce v rakouských Korutanech jako nemanželský syn. Matka byla Rakušanka slovinské národnosti. Biologický otec Handkeho byl voják, zaměstnanec banky Erik Schönemann. Předtím, než se Handke narodil, provdala se jeho matka za jiného vojáka, Adolfa Bruna Handkeho, jehož příjmení dostal. Pravdu o svém biologickém otci se Handke dozvěděl krátce před svou maturitní zkouškou.
Handkeho rodina žila po druhé světové válce ve Východním Berlíně, jeho nevlastní otec však nemohl v sovětské okupační zóně najít práci, proto se celá jeho rodina krátce před sovětskou blokádou Západního Berlína vrátila do jeho rodné vesnice Griffen.
Měl se stát knězem, ale odešel z katolického semináře. Studoval pak na humanistickém gymnáziu v Klagenfurtu, posléze na právnické fakultě ve Štýrském Hradci (Graz). Studium však v roce 1965 ukončil. Ve svých 22 letech se začal zabývat literární tvorbou. Od roku 1966 žil v Düsseldorfu. Jeho partnerkou se stala Libgart Schwarz. Po dvou letech se pár odstěhoval do Západního Berlína, kde se jim narodila dcera Amina. V Berlíně strávila rodina dva roky a poté se přestěhovala do Paříže. V tomto období pár již zažíval manželskou krizi.
Do roku 1978 žil Handke v Paříži, poté se odstěhoval do rakouského Salcburku, který v roce 1987 na tři roky opustil, neboť hodně cestoval. Od roku 1990 žije trvale v Chaville nedaleko Paříže.
V roce 1990 se seznámil se svou druhou manželkou, francouzskou herečkou Sophií Semin. Rok nato se narodila jejich dcera Leocardie. Manželství oficiálně uzavřeli v roce 1995.
Zpočátku měl Handke kritický postoj k soudobé literární tvorbě, který byl podobný beatnickému hnutí. Jeho dílo bylo podobné novým formám mladé západní opozice 60. let 20. století. Byl kritický vůči skupině 47. Handke byl citlivý vůči násilí a autoritám ve společnosti. Jeho tehdejší díla jsou ovlivněna reflexí utrpení lidí v době vlády nacistů v Německu a okupovaných zemích Evropy. V rakouské poválečné literatuře je znám také díky svým experimentálním dramatickým hrám.
Jisté kontroverze způsobila jeho veřejná podpora politiky jugoslávského prezidenta Slobodana Miloševiće a poté i dalších srbských politiků a jejich postojů během rozpadu Jugoslávie a po něm. Handke kromě jiného navštívil Miloševiće několikrát ve vězení Mezinárodního trestního tribunálu pro bývalou Jugoslávii v Haagu a pronesl hlavní řeč na jeho pohřbu dne 18. března 2006. V roce 1999 Handke obdržel jugoslávský pas.

## Dílo
V roce 1966 vydal svůj první román Sršni. Následovalo množství dalších knih, v českém překladu vyšly např. Úzkost brankáře při penaltě (1970), Nežádané neštěstí (1972), Zvláštní žena (Die linkshändige Frau, 1976, zfilmováno 1977; doslovný překlad názvu knihy do češtiny by byl poněkud zavádějící, a sice „Žena levačka“), román-esej Tři pokusy, Dějiny psané tužkou, Za temné noci vyšel jsem ze svého tichého domu (1997) a další.
Už od sedmdesátých let spolupracoval s Wimem Wendersem, zvláště se proslavil jako autor některých částí scénáře filmu Nebe nad Berlínem, zejména básnických monologů, například Lied Vom Kindsein (Když dítě bylo dítětem). Texty z tohoto filmu později zhudebnil i Handkeho oblíbený hudebník Van Morrison.
Jeho rané experimentální drama Spílání publiku z roku 1966 uvedlo pod názvem Spílání publiku 2010 Divadlo Komedie (režie: Dušan D. Pařízek, premiéra: 10. září 2010). Ze stejného roku (1966) pochází také Handkeho text Sebeobviňování, který byl v češtině poprvé uveden v roce 2015 ve spolupráci Studia Rote a Společnosti Franze Kafky (režie: Ondřej Škrabal).
Handkeho práce občas vzbuzují pozornost svou provokativností. Ve svých textech spisovatel a dramatik nicméně důsledně zkoumá základní otázky a situace lidské existence. Snaží se také podrobně popsat svůj vnitřní svět a prostřednictvím literatury jej uchovat. Začátkem srpna 2020 měla u příležitosti 100. Salcburského festivalu premiéru jeho divadelní hra Zdeněk Adamec. Jejím podtitulkem „mučednické scény“ vyjádřil Handke lítost nad osudem 18-19letého českého studenta, který se v roce 2003 sám upálil na pražském Václavském náměstí.

#### Deníky, zápisníky, cestopisy

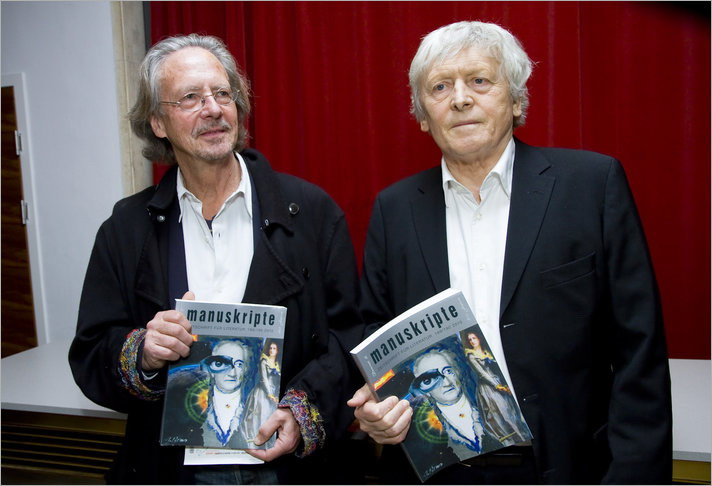
Zleva: Peter Handke a Alfred Kolleritsch (2010). 50 let od vydání jejich prvního manuskriptu.

## Přehled děl (výběr)
Díla jsou řazena chronologicky od nejstaršího po nejmladší dle data vydání originálu.

### Bibliografie děl v češtině

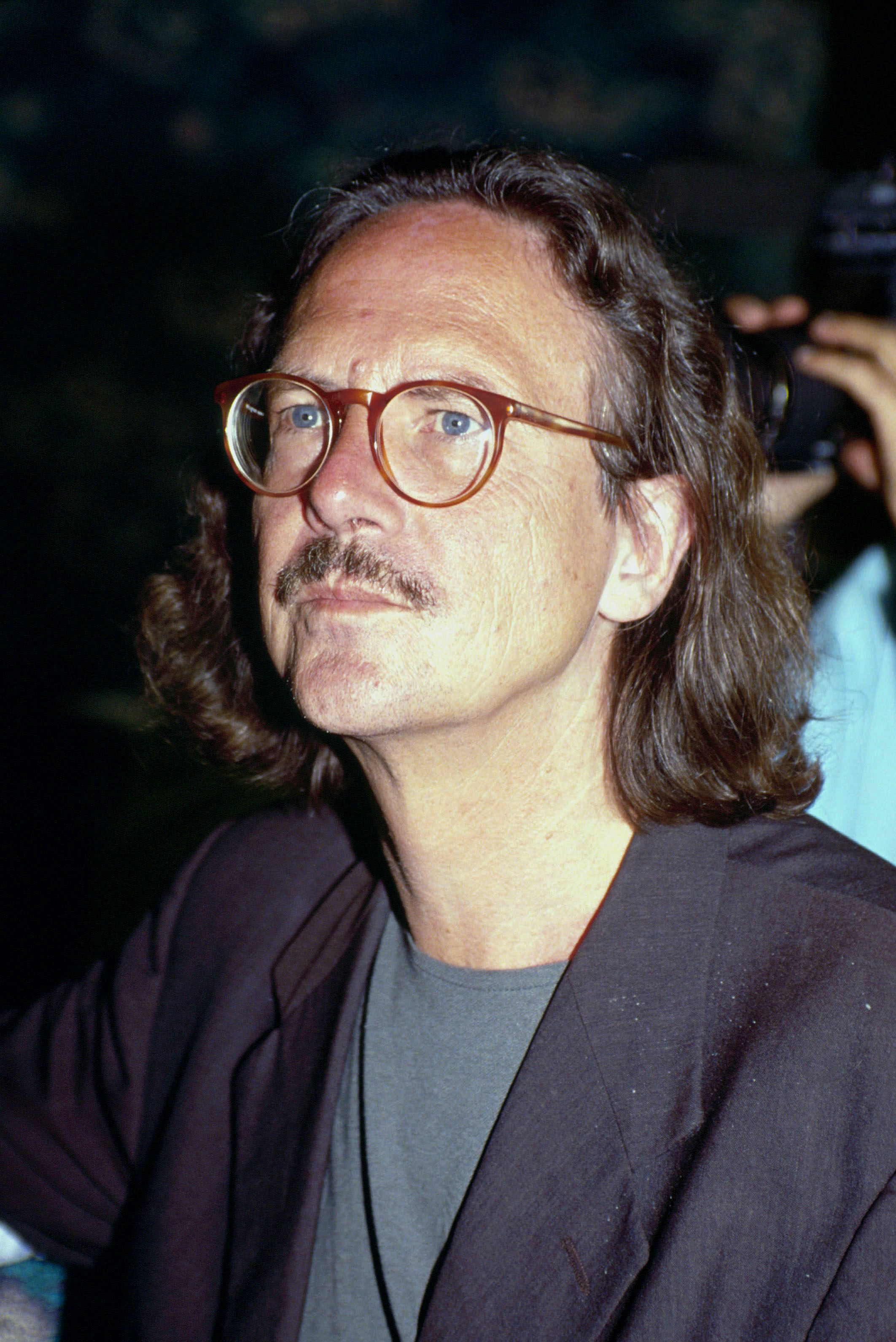
Peter Handke (1983)